# Кызылжар (Кербулакский район)
Кызылжар (каз. Қызылжар) — село в Кербулакском районе Жетысуской области Казахстана. Административный центр Кызылжарского сельского округа. Код КАТО — 194653100.

## Население
В 1999 году население села составляло 1826 человек (946 мужчин и 880 женщин). По данным переписи 2009 года в селе проживали 1564 человека (813 мужчин и 751 женщина).